# The Pepsi EP
The Pepsi EP è il primo EP della cantante colombiana Shakira. Tale disco contiene i sei brani che Shakira ha registrato per i vari spot che ha girato fra il 2002 e il 2003 per la Pepsi Cola, prodotto di cui in quel periodo fu testimonial sia nei paesi ispanofoni (o latini) che in quelli anglofoni. Per questo motivo nell'EP sono presenti sia brani in spagnolo che brani in inglese. La traccia di chiusura del disco (Inevitable) non è altro che la versione in inglese dell'omonimo singolo estratto dal secondo album di Shakira ¿Dónde están los ladrones?.

## Tracce
1. Knock on My Door – 3:40 (Luis Fernando Ochoa, Shakira)
2. Pídeme el sol (versione spagnola di Knock on My Door) – 3:40 (Luis Fernando Ochoa, Shakira)
3. Ask for More – 3:35 (Shakira)
4. Pide más (versione spagnola di Ask for More) – 3:35 (Shakira)
5. Ask for More (strumentale) – 3:35 (Shakira)
6. Inevitable (versione inglese) – 3:13 (Shakira)